# Mahovljani
Mahovljani (cyr. Маховљани) – wieś w Bośni i Hercegowinie, w Republice Serbskiej, w gminie Laktaši. W 2013 roku liczyła 924 mieszkańców.